# Transpiler
Transpiler (též transpilátor) je typ překladače, který přeloží zdrojový kód z jednoho programovacího jazyka do jiného. Transpiler pracuje s jazyky na přibližně stejné úrovni abstrakce, zatímco tradiční kompilátor kompiluje jazyk na vysoké úrovni abstrakce do jazyka na nízké úrovni abstrakce.

## Historie
Jeden z prvních překladačů tohoto typu je XLT86 firmy Digital Research z roku 1981, který napsal Gary Kildall. Překládá kód .ASM pro procesor Intel 8080 do kódu .A86 pro procesor Intel 8086.

## Implementace
Některé programovací jazyky byly dříve transpilery
- C++ (dříve "C s třídami") do C pomocí cfront.
- CoffeeScript, TypeScript, a celá rodina jazyků do JavaScriptu.
- Efene, do Erlang.
- Eiffel do C.
- Haxe, do JavaScriptu, PHP, C++, C#, Javy, bytecode a do ActionScriptu.
- Lisaac, do C.
- Mirah, do Javy.
- PHP, do C++ pomocí HipHop.
- Vala, do C.
- Xtend, do Javy[1]